# Musicum, Uppsala

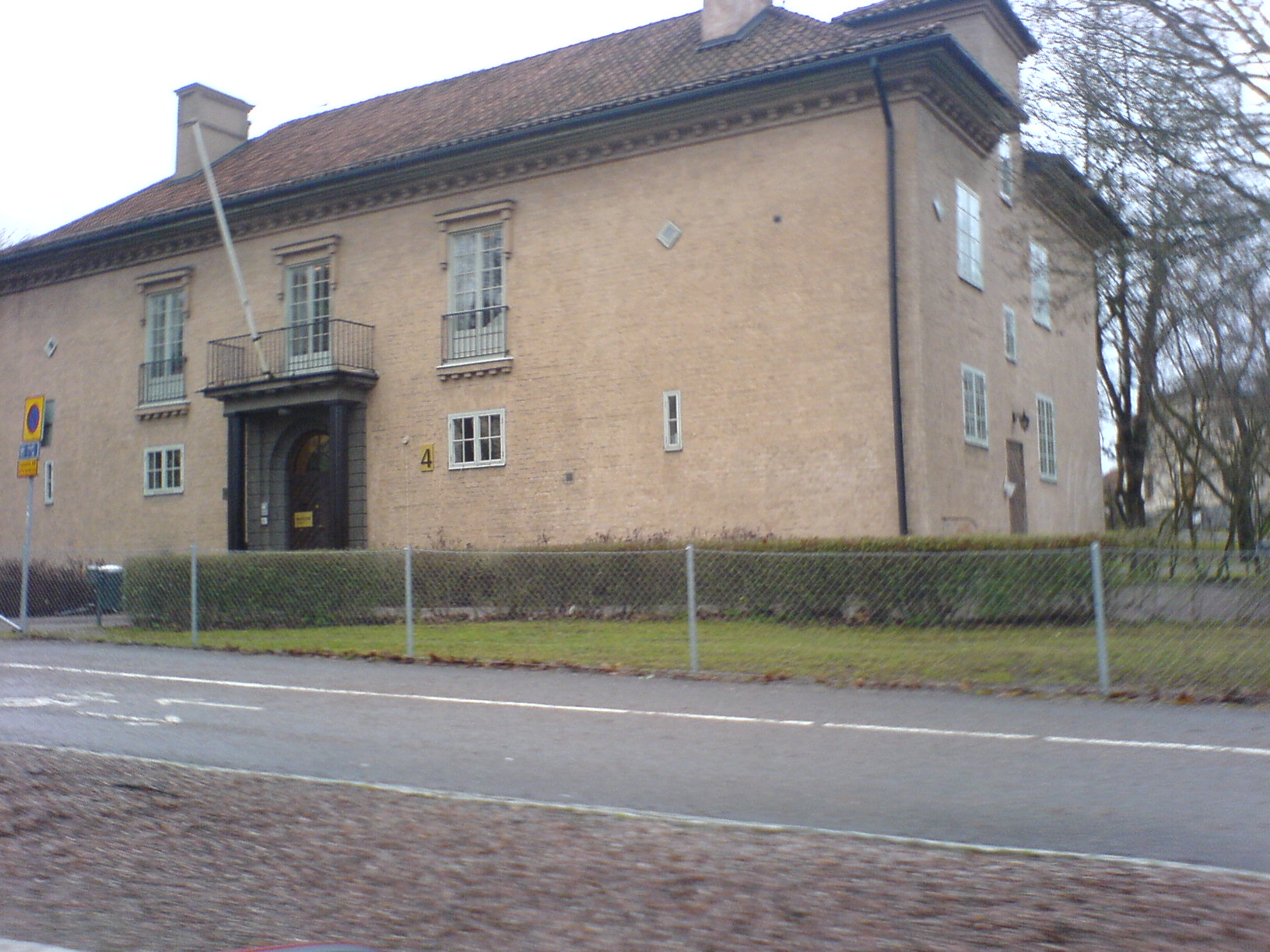
Musicum i Observatorieparken i Uppsala.

Musicum är musikinstitutionen vid Uppsala universitet, där lokaler finns för repetitioner och administration med mera.
Institutionen ligger i Observatorieparken på Kyrkogårdsgatan 4 bredvid Ekonomikum, är inrymd i en klassicistisk byggnad av villakaraktär ritad av Victor Holmgren 1928, och invigdes år 1930. På bottenvåningen finns den stora Kapellsalen, som används för repetitioner, men även för konserter i mindre format. Hugo Alfvén blev den förste director musices som flyttade in i tjänstebostaden på andra våningen, och Carl Rune Larsson blev den siste som bodde där.
Musicum skall inte förväxlas med Musikvetenskapliga institutionen vid Uppsala universitet, som ligger vid Engelska parken.